# Мілія
Мілія (Mylia) — рід печіночників. Це єдиний рід родини Myliaceae. Хоча багато видів зелені, деякі види можуть бути від коричневого до червонуватого забарвлення. Листки нелопатеві й мають гладкий край; нижнє листя звужене та вузьке.
Види цього роду зустрічаються в Північній півкулі.
Види:
- Mylia aequata (Hook. & Taylor) Kuhnem.
- Mylia anomala (Hook.) Gray
- Mylia fragilis (J.B.Jack & Stephani) S.W.Arnell
- Mylia iversenii S.W.Arnell
- Mylia taylorii (Hook.) Gray
- Mylia verrucosa Lindb.
- Mylia vietnamica Bakalin & Vilnet